# Aartsbisdom Apamea

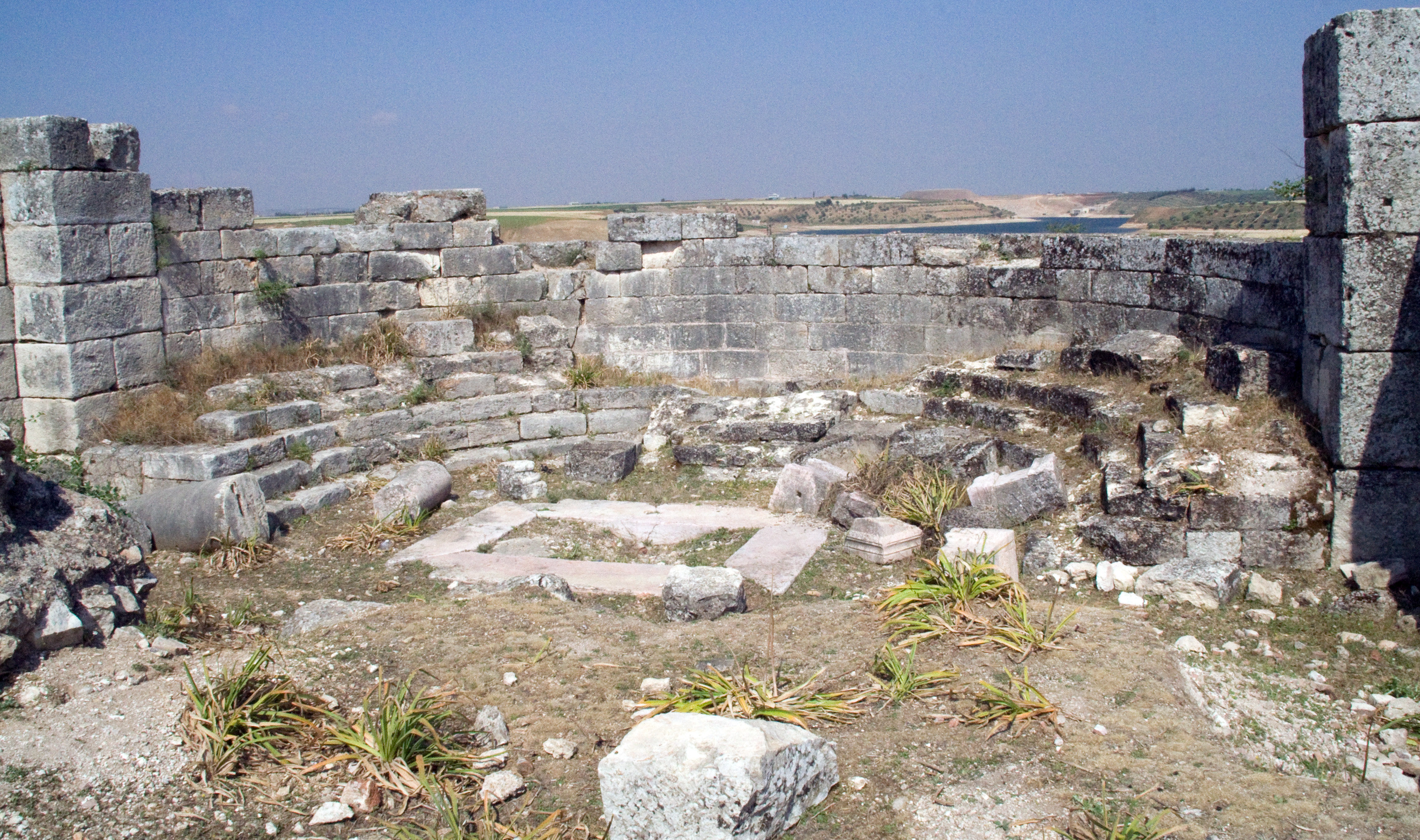
Resten van de Synthronon kathedraal in Apamea (Syrië)

Het aartsbisdom Apamea (Latijn: Archidioecesis Apamena in Syria) bevond zich in de Romeinse provincie Syria, meer bepaald in de landstreek Coele-Syrië. De bisschopszetel was de stad Apamea. Sinds de middeleeuwen is Apamea een titulair aartsbisdom van de Rooms-Katholieke Kerk.

## Historiek
Vanaf het begin van de 4e eeuw begon het christendom zich te organiseren in de stad Apamea. Onder de regering van keizer Theodosius I (einde 4e eeuw) was Apamea een belangrijk centrum van christenen, in rivaliteit met Antiochië. Onder zijn bewind vielen monniken de (voormalige) Romeinse tempels aan om deze te verwoesten. In de loop van diezelfde 4e eeuw werd Apamea een bisdom. Binnen de stadsmuren was het klooster van de Romeinse heiligen Hesyca en Dorotea een klooster met faam tot buiten het bisdom Apamea.
Aan  het eind van de 5e eeuw werd het bisdom Apamea een aartsbisdom. Het viel onder het patriarchaat Antiochië, dat het zwaartepunt werd van de Syrisch-Orthodoxe Kerk van Antiochië, een typisch monofysitische kerk in het oosten van de Middellandse Zee. De kerkprovincie van Apamea breidde zich uit van 2 suffragane bisdommen Amorio en Aretusa, tot vermoedelijk een 5-tal. Apamea had zo een invloed op de haar omringende steden. Het is onbekend wanneer de Byzantijnse stad Apamea respectievelijk het bisdom Apamea ten onder ging. Resten van de Synthronon kathedraal zijn vandaag nog te zien.

## Titulair aartsbisdom
Voor de Roomse Kerk was de titel van aartsbisschop van Apamea een eretitel, en dit vanaf de middeleeuwen. De titel werd aanvankelijk occasioneel verleend; sinds de 19e eeuw werd de titel wel vaker verleend. Zo waren titulair aartsbisschop van Apamea bijvoorbeeld Clemente Micara, nuntius in Brussel, en Luigi Arrigoni, secretaris op de nuntiatuur in Brussel (20e eeuw).